# Vittore Branca
Vittore Branca (ur. 9 lipca 1913 w Savona, zm. 28 maja 2004 w Wenecji) – włoski historyk literatury.
Wykładowca kilku uniwersytetów, m.in. w Padwie, od 1967 członek zagraniczny PAN. Należał także do innych europejskich towarzystw naukowych; wiceprzewodniczący Fundacji Gaetano Ciniego, organizującej m.in. sesje naukowe poświęcone kontaktom polsko-włoskim w sferze kultury.
W pracy naukowej zajmował się przede wszystkim literaturą włoską, szczególnie twórczością Boccaccia. Opracował krytyczne wydanie Dekameronu oraz redagował "Studi del Boccaccio". Ponadto był autorem prac o Petrarce, Alfierim i Manzonim.